# Balashikha (huyện)
Huyện Balashikha (tiếng Nga: ? райо́н) là một huyện hành chính tự quản (raion), của Tỉnh Moskva, Nga. Huyện có diện tích 19 kilômét vuông. Trung tâm của huyện đóng ở Balashikha.